# 권혁태
권혁태(1985년 8월 28일 ~ )는 대한민국의 축구 선수이며, 포지션은 센터백이다.